# Evans Carlson
Evans Fordyce Carlson (ur. 26 lutego 1896 w Sidney, zm. 27 maja 1947 w Portland) – amerykański generał, najbardziej znany z przewodnictwa drugiemu batalionowi uderzeniowemu (tzw. Carlson's Raiders) w trakcie rajdu na Makin.

## Źródło
- Michael Blankfort. The Big Yankee: The Life of Carlson of the Raiders, Boston: Little, Brown and Company, 1947. (ASIN B0007HNZ8K)